# Glikogén

Glikogén molekularészlete

A glikogén a glükóz poliszacharidja; funkciója a rövidtávú energiaraktározás az állati sejtekben.
Főleg a máj és az izmok raktározzák, de az agy, a méh és a hüvely szintén képes szintetizálni.
A glikogén a keményítő analógja, amely egy kevésbé elágazó glükózpolimer és a növényekben található.
A glikogén számos sejttípusban megtalálható a citoszol granulumaiban és fontos szerepe van a glükózciklusban. A glikogén olyan energiaraktárat jelent, amely gyorsan mobilizálható hirtelen fellépő glükózigény esetén, de a zsíroknál (trigliceridek) kevésbé kompakt energiaraktár. A glikogén a máj hepatocitatömegének 8%-át is alkothatja. 
α-D-glükózegységekből épül fel.